# 空中充值
空中充值一般指一种为手机（移动电话）用户缴纳话费的方式。
中间用户（代理商）通过短信指令，将充值信息发送给运营商，运营商为其用户进行预付费额度的增加。
通讯运营商通过专门发行的stk卡，内置便利营业菜单，方便小商户能通过简单的方式实现代缴话费的业务。
小商户需要先预存一定的款项作为缴费的信用额度。